# Тритеїзм
Тритеїзм (грец. τριθεισμός) — трактування християнського догмата про Трійцю, згідно з яким Трійця являє собою не одного Бога в трьох особах, а трьох Богів. Точка зору висловлювалася неодноразово в історії всіх конфесій християнства, зокрема, візантійським богословом-монофізитом VI століття Філопоном («три якихось бога»). Ідеї, що трактували як тритеїзцькі (про те, що три особи Трійці сидять «роздільно» на трьох престолах) є в творах протопопа Авакума (або, принаймні, приписаних йому).
Тритеїзм не було прийнято ні в одній з історично існуючих церков і всіма ними вважається єрессю. Однак християнство часто звинувачується іншими монотеїстичними релігіями (юдаїзм, іслам) в тритеїзмі. Організація Свідків Єгови в своїх брошурах також звинувачує Християнство у троєбожжі.
Мормонізм заперечує історичне вчення про Трійцю, викладене в Афанасієвському Символі Віри, та визнає існування Божества, що складається з трьох Богів (Бога-Отця, Його Сина, Ісуса Христа і Святого Духа), єдиних у Своїй цілі, однак вважати мормонізм «традиційною» християнською конфесією не слід; це в значній частині оригінальна релігія. Слід зауважити, що майже всі писання мормонів (крім «Книги Авраама», що входить до складу «Дорогоцінної Перлини»), на відміну від їх сучасного богослов'я, дотримуються суворого монотеїзму, що межує з савеліанством.
Термін «тритеїзм» іноді застосовується і до інших тріад богів (наприклад, Брахма, Вішну і Шива в індуїзмі).